# Josef Steiner
Josef Steiner (ur. 24 września 1950 w Innsbrucku) – austriacki lekkoatleta, długodystansowiec. 
Podczas igrzysk olimpijskich w Moskwie (1980) zajął 39. miejsce w maratonie z czasem 2:24:24.
Siedmiokrotny mistrz Austrii:
- bieg na 5000 metrów (1972)[1][2]
- bieg na 10 000 metrów (1977)[1][3]
- bieg na 25 kilometrów (1979)[1][4]
- bieg maratoński (1979 i 1981)[1][5]
- bieg przełajowy na dystansie 10,5 km (1976)[1][6]
- sztafeta 3 × 1000 metrów (1972)[7]

Dziesięciokrotny rekordzista Austrii:
- bieg na 3000 metrów – 8:01,2 (12 czerwca 1974, Bad Godesberg)[8]
- bieg na 5000 metrów – 14:13,6 (2 maja 1971, Zurych)[9][8]
- bieg na 5000 metrów – 14:05,4 (25 sierpnia 1973, Triest)[9][8]
- bieg na 5000 metrów – 14:01,0 (4 czerwca 1974, Helsinki)[9][8]
- bieg na 5000 metrów – 13:53,48 (14 czerwca 1977, Wiedeń)[8] / 13:55,48 (14 maja 1977, Wiedeń)[9]
- bieg na 5000 metrów – 13:41,12 (24 sierpnia 1977, Zurych)[9][8]
- bieg na 10 000 metrów – 28:51,6 (23 maja 1974, Hanower)[10][8]
- bieg na 10 000 metrów – 28:49,6 (26 sierpnia 1974, Moskwa)[10][8]
- bieg na 10 000 metrów – 28:45,78 (9 września 1977, Londyn)[10][8]
- bieg maratoński – 2:16:43 (3 maja 1980, Chemnitz)[11][12]

## Rekordy życiowe
- Bieg maratoński – 2:16:43 (1980)